# Carigo Airways
Carigo Airways was een luchtvaartmaatschappij uit het Caribisch gebied; het hoofdkantoor van de maatschappij is in Paramaribo, Suriname. Het was een dochter van Caricom Airways.

## Vloot
Carigo Airways heeft de onderstaande vloot:
| Model              | Aantal | Passagiers | Opmerking |
| ------------------ | ------ | ---------- | --------- |
| Britten Norman BN2 | 1      | 0          | PZ-TYC    |

## Bestemmingen
Carigo Airways vliegt binnen Suriname naar 45 bestemmingen:
- Suriname, Afobaka (Afobaka Airstrip)
- Suriname, Alalapadoe (Alalapadoe Airstrip)
- Suriname, Albina (Albina Airstrip)
- Suriname, Amatopo (Amatopo Airstrip)
- Suriname, Apetina (Apetina Airstrip)
- Suriname, Bakhuis (Bakhuis Airstrip)
- Suriname, Botopasi (Botopasi Airstrip)
- Suriname, Cabana (Cabana Airstrip)
- Suriname, Kajana (Kajana Airstrip)
- Suriname, Coeroenie (Coeroenie Airstrip)
- Suriname, Djoemoe (Djoemoe Airstrip)
- Suriname, Donderskamp (Donderskamp Airstrip)
- Suriname, Drietabbetje (Drietabbetje Airstrip)
- Suriname, Gakaba (Gakaba Airstrip)
- Suriname, Godo-olo (Godo-olo Airstrip)
- Suriname, Kabalebo Nature Resort (Kabalebo Airstrip)
- Suriname, Gross Rosebel (Gross Rosebel Airstrip)
- Suriname, Käysergebergte (Käyser Airstrip)
- Suriname, Kwamalasamoetoe (Kwamalasamoetoe Airstrip)
- Suriname, Ladouanie (Ladouanie Airstrip)
- Suriname, Langatabbetje (Langatabbetje Airstrip)
- Suriname, Kawemhakan (Lawa Anapaike Airstrip)
- Suriname, Antino (Lawa Antino Airstrip)
- Suriname, Cottica (Lawa Cottica Airstrip)
- Suriname, Tabiki (Lawa Tabiki Airstrip)
- Suriname, Lelygebergte (Lelygebergte Airstrip)
- Suriname, Moengo (Moengo Airstrip)
- Suriname, Nieuw-Nickerie (Majoor Henk Fernandes Airport)
- Suriname, Nieuw-Jacobkondre (Njoeng Jacob Kondre Airstrip)
- Suriname, Paloemeu (Vincent Fayks Airstrip)
- Suriname, Paramaribo (J.A. Pengel International Airport)
- Suriname, Paramaribo (Zorg en Hoop Airport)
- Suriname, Poesoegroenoe (Poesoegroenoe Airstrip)
- Suriname, Poeketi (Poeketi Airstrip)
- Suriname, Matapi/Bakhuis (Raghoebarsing Airstrip)
- Suriname, Raleighvallen (Raleigh Airstrip)
- Suriname, Sarakreek (Sarakreek Airstrip)
- Suriname, Sipaliwini (Sipaliwini Airstrip)
- Suriname, Stoelmanseiland (Stoelmanseiland Airstrip)
- Suriname, Tafelberg (Tafelberg Airstrip)
- Suriname, Peleloe Tepoe (Tepoe Airstrip)
- Suriname, Totness (Totness Airstrip)
- Suriname, Vier Gebroeders (Vier Gebroeders Airstrip)
- Suriname, Wageningen (Wageningen Airstrip)

## Moederbedrijf
- Caricom Airways, Luchtvrachtmaatschappij

## Zusterbedrijven
- Caricom Aviation Academy, vliegschool
- Caricom Aviation Maintenance, vliegtuigonderhoud